# Trichoplatus huttoni
Trichoplatus huttoni är en kräftdjursart som beskrevs av A. Milne Edwards 1876. Trichoplatus huttoni ingår i släktet Trichoplatus och familjen Inachidae. Inga underarter finns listade i Catalogue of Life.